# Riccardo Nobili
Riccardo Nobili (Firenze, 1859 – Venezia, 1939) è stato un pittore, scrittore e illustratore italiano.

## Biografia
Figlio della pittrice fiorentina Elena Nobili, studiò pittura all'Accademia di belle arti di Firenze, sotto la guida di Antonio Ciseri e di Telemaco Signorini; frequentò poi la Scuola Libera del Nudo. Fece successivamente un lungo soggiorno di studio a Parigi, dove fu allievo dell'Académie Julian.
Sposò nel 1933 l'americana Grace Cleveland Porter (1880-1953), figlia di William Dodge Porter e nipote di Grover Cleveland, 22º e 24º Presidente degli Stati Uniti d'America. Grace, crocerossina, durante la I Guerra mondiale è stata dirigente dei servizi ricreativi, in un ospedale militare a Roma. Pubblicò Negro Folk Singing Games and Folk Games of the Habitants e Mammina Graziosa (1916).
In mostra a Livorno, nel 1886, Riccardo Nobili presentò le tele Pioggia e La brasserie; a Firenze espose nel 1887, alla Società Promotrice, l'opera Piazza del Vecchio Mercato, Firenze, una veduta di ambiente urbano, caratteristico e popolare, sparito per le demolizioni di fine Ottocento.
Scrisse e pubblicò in inglese la novella A Modern Antique: A Florentine Story, che tratta del ritrovamento di documenti sul Rinascimento fiorentino. Un suo curioso testo riguarda la confezione di opere d'arte false: Gentle art of faking; a history of the methods of producing imitations & spurious works of art from the earliest times to the present. Nell'illustrare il libro Serena o La famiglia Onorati  introdusse un'opera d'arte, La Simonetta, (conservata a Palazzo Pitti), spacciata per rinascimentale, ma che aveva egli stesso confezionata.
A Firenze, la Societa Leonardo da Vinci gli ha dedicato nel 1940 una mostra postuma. Un suo Autoritratto fa parte della Collezione di autoritratti agli Uffizi.

### Pubblicazioni
- (EN) Riccardo Nobili, A modern antique, Edinburgh-London, Blackwood, 1906, SBN CFI0631359.
- (EN) Riccardo Nobili, The gentle art of faking: a history of the methods of producing imitations & spurious works of art from the earliest times up to the present day, Londra, Seeley service, 1921, SBN VEA0071888.

### Alcuni dipinti
- La brasserie,[5] Palazzo Pitti, Firenze
- Ritratto di Gioconda Mary Hulton, 1938, Attingham Park,[6] Inghilterra
- L'amor mio verrà dal mare
- Venezia, tempera

### Illustrazioni di libri
- Baccio Emanuele Maineri, Serena o La famiglia Onorati, Firenze, G. Civelli, 1888, SBN NAP0241355.